# Vladimir Klement'ev
Vladimir Alekseevič Klement'ev (in russo Владимир Алексеевич Клементьев?, angl. Vladimir Alekseyevich Klementyev; Leningrado, 4 gennaio 1956) è un ex calciatore russo, fino al 1991 sovietico, di ruolo attaccante.

## Carriera

### Club
Vive per più di un decennio e mezzo nella città di Leningrado, vestendo le casacche di Dinamo e Zenit. Con lo Zenit conquista il campionato sovietico del 1984 e la supercoppa sovietica del 1985. Nel 1989 si trasferisce al Lada Togliatti per terminare la carriera nel 1993 al Kosmos-Kirovec, squadra della sua città natale.
Vanta 4 presenze e 1 gol nella Coppa dei Campioni 1985-1986 (unica rete segnata all'FC Kuusysi nel 3-1 della partita di ritorno) e 2 presenze nella Coppa UEFA 1981-1982 contro la Dynamo Dresda (6-2). È secondo per numero di reti nella storia dello Zenit (72), ottavo per numero di presenze (293).

## Palmarès

### Club

#### Competizioni nazionali
- Vysšaja Liga: 1

Zenit: 1984
- Superkubok SSSR: 1

Zenit: 1985